# Chaumont-Porcien
Pour les articles homonymes, voir Chaumont et Porcien.
Chaumont-Porcien est une commune française située dans le département des Ardennes, en région Grand Est. Sa sainte patronne est Sainte Croix.
Ce village appartient aux villes et villages fleuris depuis 2018, mais également aux Sites Historiques Grimaldi de Monaco. 

## Géographie

### Localisation
La commune se trouve dans le Porcien, une petite région naturelle rurale des Ardennes. Elle est associée, depuis le  1er mai 1974, aux communes de Logny-lès-Chaumont  et Wadimont (lesquelles avaient été créées en 1794), sous le régime de la fusion-association.

### Hydrographie
La commune est dans la région hydrographique « la Seine du confluent de l'Oise (inclus) à l'embouchure » au sein du bassin Seine-Normandie. Elle est drainée par le Hurtaut, le ruisseau Doumely, le ruisseau de Saint-Fergeux, le ruisseau des Paquis, le ruisseau de Chappes, le Fond de Sénicourt, le cours d'eau 01 de la Poulerie, la Radiere, le cours d'eau 25 de la commune de Rocquigny, le Fossé 01 de la commune de Chaumont-Porcien, le cours d'eau 01 de Pagan, le Jarin, le cours d'eau 03 de la commune de Chaumont-Porcien, le Fossé 01 de la commune de Chappes, le Fossé 08 de la commune de Chaumont-Porcien, le Fossé 09 de la commune de Chaumont-Porcien, le Fossé de Gober Mont et le ruisseau de Trion,.
L'Hurtaut, d'une longueur de 38 km, prend sa source dans la commune de Signy-l'Abbaye, à 235 mètres d'altitude, et se jette  dans la Serre à Chaourse, après avoir traversé 17 communes.
Le ruisseau Doumely, d'une longueur de 12 km, prend sa source dans la commune de Rocquigny et se jette  dans la Vaux à Justine-Herbigny, après avoir traversé cinq communes.
Le ruisseau de Saint-Fergeux, d'une longueur de 17 km, prend sa source dans la commune  et se jette  dans l'Aisne à Condé-lès-Herpy, après avoir traversé quatre communes.

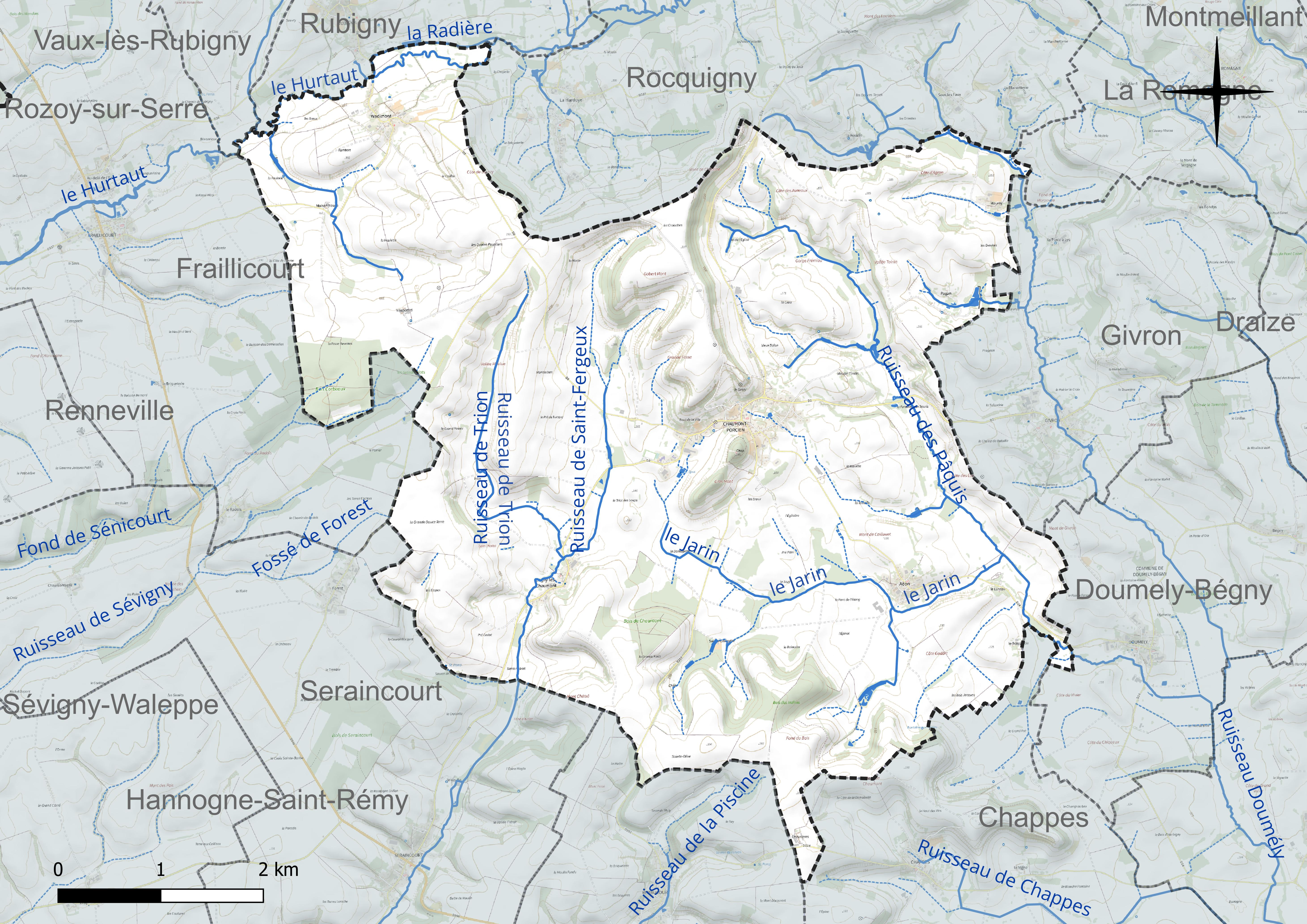
Réseau hydrographique de Chaumont-Porcien.

### Climat
Pour des articles plus généraux, voir Climat du Grand Est et Climat des Ardennes.
En 2010, le climat de la commune est de type climat des marges montargnardes, selon une étude du Centre national de la recherche scientifique s'appuyant sur une série de données couvrant la période 1971-2000. En 2020, Météo-France publie une typologie des climats de la France métropolitaine dans laquelle la commune est exposée à un climat océanique altéré et est dans la région climatique Nord-est du bassin Parisien, caractérisée par un ensoleillement médiocre, une pluviométrie moyenne régulièrement répartie au cours de l’année et un hiver froid (3 °C).
Pour la période 1971-2000, la température annuelle moyenne est de 9,8 °C, avec une amplitude thermique annuelle de 15,6 °C. Le cumul annuel moyen de précipitations est de 888 mm, avec 13,4 jours de précipitations en janvier et 9,4 jours en juillet. Pour la période 1991-2020, la température moyenne annuelle observée sur la station météorologique de Météo-France la plus proche, « Banogne-Recouvrance », sur la commune de Banogne-Recouvrance à 12 km à vol d'oiseau, est de 11,1 °C et le cumul annuel moyen de précipitations est de 773,4 mm. 
La température maximale relevée sur cette station est de 40,8 °C, atteinte le 25 juillet 2019 ; la température minimale est de −14 °C, atteinte le 10 janvier 2003,,.
Les paramètres climatiques de la commune ont été estimés pour le milieu du siècle (2041-2070) selon différents scénarios d'émission de gaz à effet de serre à partir des nouvelles projections climatiques de référence DRIAS-2020. Ils sont consultables sur un site dédié publié par Météo-France en novembre 2022.

## Urbanisme

### Typologie
Au 1er janvier 2024, Chaumont-Porcien est catégorisée commune rurale à habitat dispersé, selon la nouvelle grille communale de densité à 7 niveaux définie par l'Insee en 2022.
Elle est située hors unité urbaine et hors attraction des villes,.

### Occupation des sols
L'occupation des sols de la commune, telle qu'elle ressort de la base de données européenne d’occupation biophysique des sols Corine Land Cover (CLC), est marquée par l'importance des territoires agricoles (91,7 % en 2018), une proportion sensiblement équivalente à celle de 1990 (91,4 %). La répartition détaillée en 2018 est la suivante : 
terres arables (47,3 %), prairies (43,6 %), forêts (5,2 %), zones urbanisées (3,1 %), zones agricoles hétérogènes (0,8 %). L'évolution de l’occupation des sols de la commune et de ses infrastructures peut être observée sur les différentes représentations cartographiques du territoire : la carte de Cassini (XVIIIe siècle), la carte d'état-major (1820-1866) et les cartes ou photos aériennes de l'IGN pour la période actuelle (1950 à aujourd'hui).

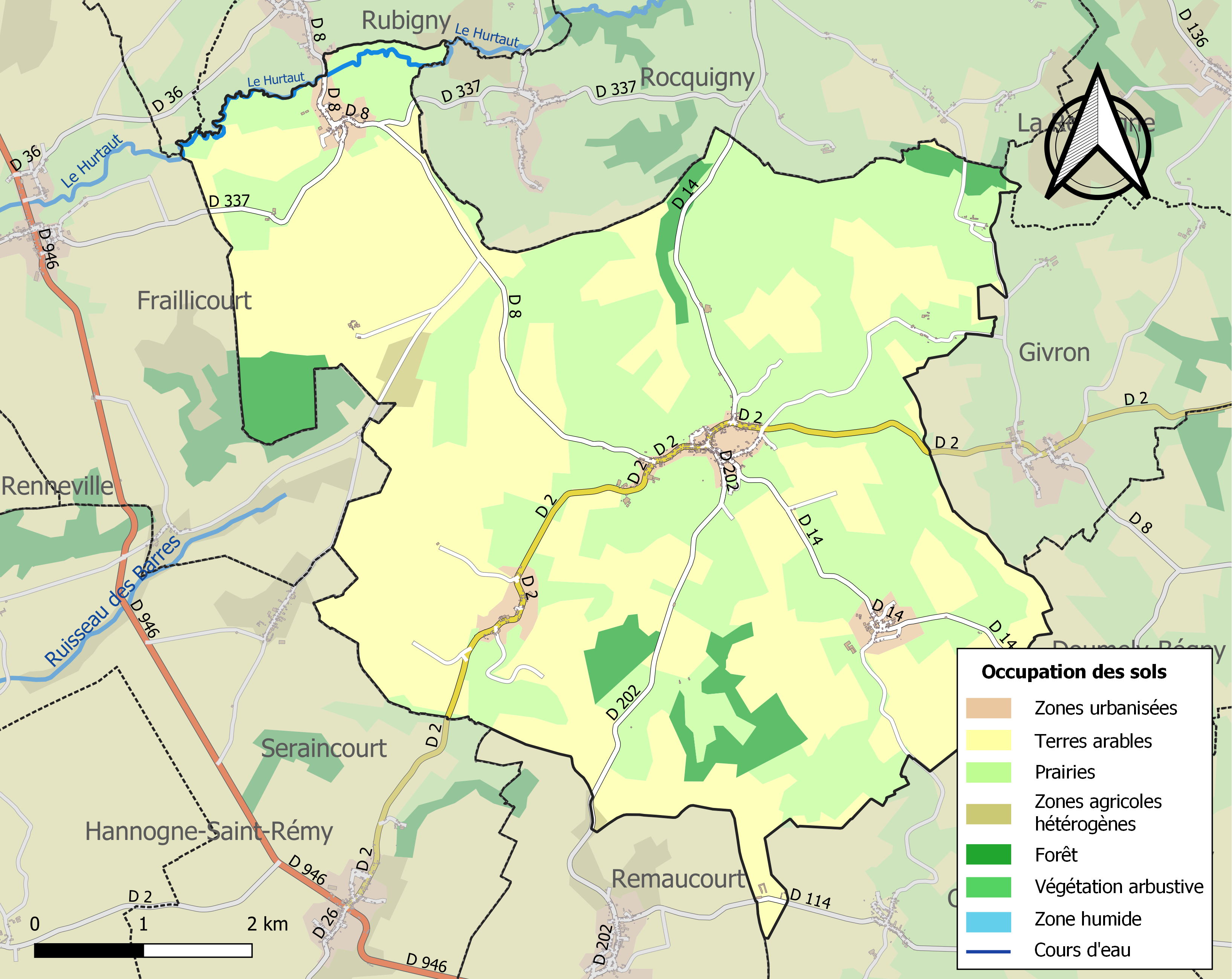
Carte des infrastructures et de l'occupation des sols de la commune en 2018 (CLC).

## Toponymie
Comme presque tous les Chaumont de France, il s'agit d'un « mont chauve » ; issu du latin mons calvus / montem calvum.
Le Porcien est une région naturelle située dans le département des Ardennes, son nom (Portus, Portien puis Porcien) est issu d'un port établi à l'endroit où la voie romaine de Reims à Cologne franchissait l'Aisne,.

## Histoire

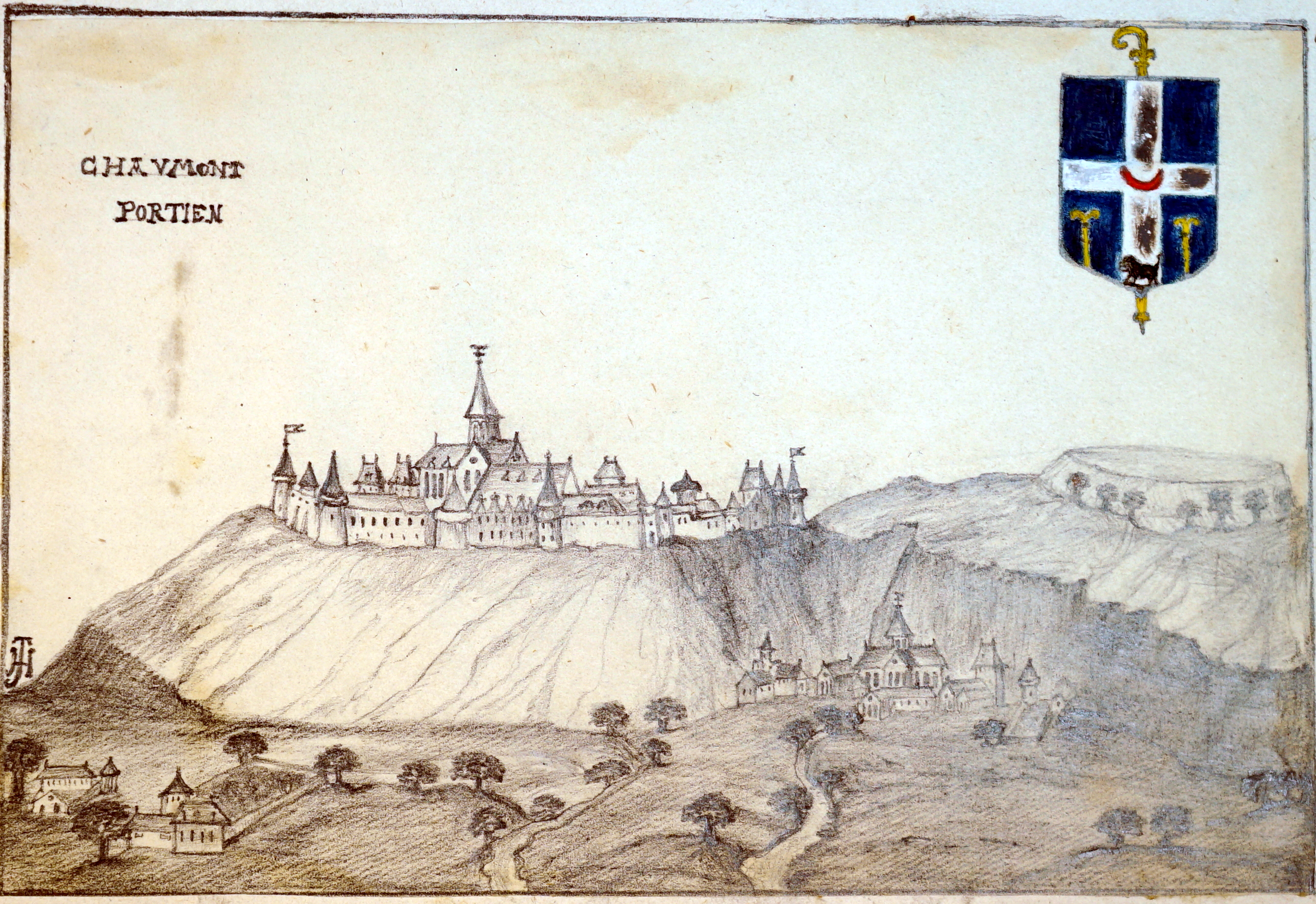
Vue au XVIIe siècle par Nicolas Tassin ou Christophe Tassin, bibliothèque Carnegie (Reims).
Cette vue est légendée par le blason du village, mais en réalité, elle représente la ville de Chaumont (Haute-Marne), appelée Chaumont-en-Bassigny jusqu'en 1971.

Le petit bourg de Chaumont-Porcien, un des hauts lieux historiques et religieux de la région, doit son nom à cette colline à l'origine chauve (d'où son nom de «  chauve mont  »), sur laquelle une chapelle baroque rappelle l'existence d'une abbaye au temps jadis.

## Politique et administration
| Période                                  | Période                   | Identité         | Étiquette | Qualité                                                                                        |
| ---------------------------------------- | ------------------------- | ---------------- | --------- | ---------------------------------------------------------------------------------------------- |
| Les données manquantes sont à compléter. |                           |                  |           |                                                                                                |
| avant 1981                               | ?                         | M. Jacques Lucas |           |                                                                                                |
| mars 2001                                | En cours (au 11 mai 2020) | M. Guy Camus     | UMP-LR    | artisan mécanicien à la retraite Conseiller général (2001-2015) Réélu pour le mandat 2014-2020 |

Les maires délégués des communes associées pour le mandat 2014-2020 sont : 
- Logny-lès-Chaumont : Jean Devie, retraité agricole ;
- Wadimont : Serge Féru, retraité de la sucrerie[19].

## Démographie
L'évolution du nombre d'habitants est connue à travers les recensements de la population effectués dans la commune depuis 1793. Pour les communes de moins de 10 000 habitants, une enquête de recensement portant sur toute la population est réalisée tous les cinq ans, les populations de référence des années intermédiaires étant quant à elles estimées par interpolation ou extrapolation. Pour la commune, le premier recensement exhaustif entrant dans le cadre du nouveau dispositif a été réalisé en 2008.

En 2022, la commune comptait 486 habitants, en évolution de +1,46 % par rapport à 2016 (Ardennes : −2,97 %, France hors Mayotte : +2,11 %).
| 1793 | 1800  | 1806  | 1821  | 1831  | 1836  | 1841  | 1846  | 1851  |
| ---- | ----- | ----- | ----- | ----- | ----- | ----- | ----- | ----- |
| 867  | 1 004 | 1 065 | 1 128 | 1 091 | 1 153 | 1 100 | 1 118 | 1 147 |

| 1866  | 1872  | 1876 | 1881 | 1886 | 1891 | 1896 | 1901 | 1906 |
| ----- | ----- | ---- | ---- | ---- | ---- | ---- | ---- | ---- |
| 1 104 | 1 009 | 946  | 893  | 916  | 896  | 904  | 899  | 860  |

| 1911 | 1921 | 1926 | 1931 | 1936 | 1946 | 1954 | 1962 | 1968 |
| ---- | ---- | ---- | ---- | ---- | ---- | ---- | ---- | ---- |
| 761  | 616  | 614  | 622  | 612  | 443  | 436  | 425  | 382  |

| 1975 | 1982 | 1990 | 1999 | 2006 | 2008 | 2013 | 2018 | 2022 |
| ---- | ---- | ---- | ---- | ---- | ---- | ---- | ---- | ---- |
| 569  | 478  | 479  | 473  | 457  | 453  | 472  | 492  | 486  |

## Culture locale et patrimoine

### Lieux et monuments
L'abbaye de Chaumont.

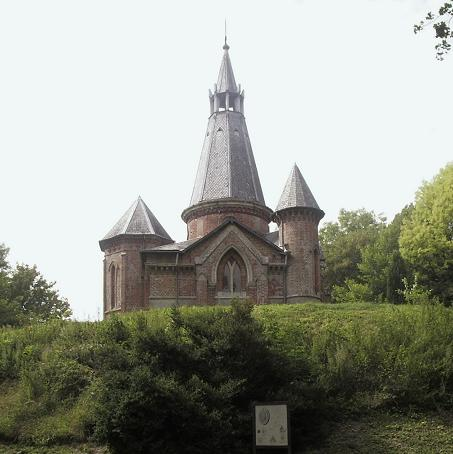
Site de l'ermitage du Mont Saint Berthauld.

Saint Berthauld (452-525), ermite irlandais, fils du roi scot Théold, ordonné par saint Remi de Reims, vint séjourner sur la butte du bourg de Chaumont avec son compagnon  Amand, lors de l'évangélisation du Porcien. Ils y firent beaucoup de disciples, notamment sainte Olive et sainte Liberette (ou Libérète), filles du seigneur de Hauteville.
À la mort de saint Berthauld, une chapelle est construite sur le mont devenu un ermitage réputé.
En 1078, les comtes de Porcien y fondent une collégiale qui recevra la bénédiction de saint Arnould, évêque de Soissons ; un château y sera également élevé par les puissants comtes de porcien.

En 1147, cette abbaye de chanoines réguliers est mise sous l'ordre des Prémontrés qui y édifient une imposante église en l'honneur de saint Berthauld. Les guerres qui vont suivre amèneront progressivement ce lieu à  sa ruine ; ainsi, lors de la guerre de Cent Ans, il sera brûlé et dévasté plusieurs fois par les Bourguignons et les Armagnacs. Puis, après une courte période de prospérité, au début du XVIe, l'abbaye sera brûlée à nouveau et ruinée par les calvinistes de Sedan, ainsi qu'en 1589 et 1591, lors des luttes entre les loyalistes et les ligueurs. Par ailleurs, les rivalités d'alors entre les abbés et les seigneurs vont aboutir à son transfert à Remaucourt au lieudit la Piscine vers 1619-1623. Création de cette nouvelle abbaye par Etienne (stephannus) de GALINET jusqu'en 1628. Voir la taque de cheminée existante mais abîmée à la ferme de la piscine.

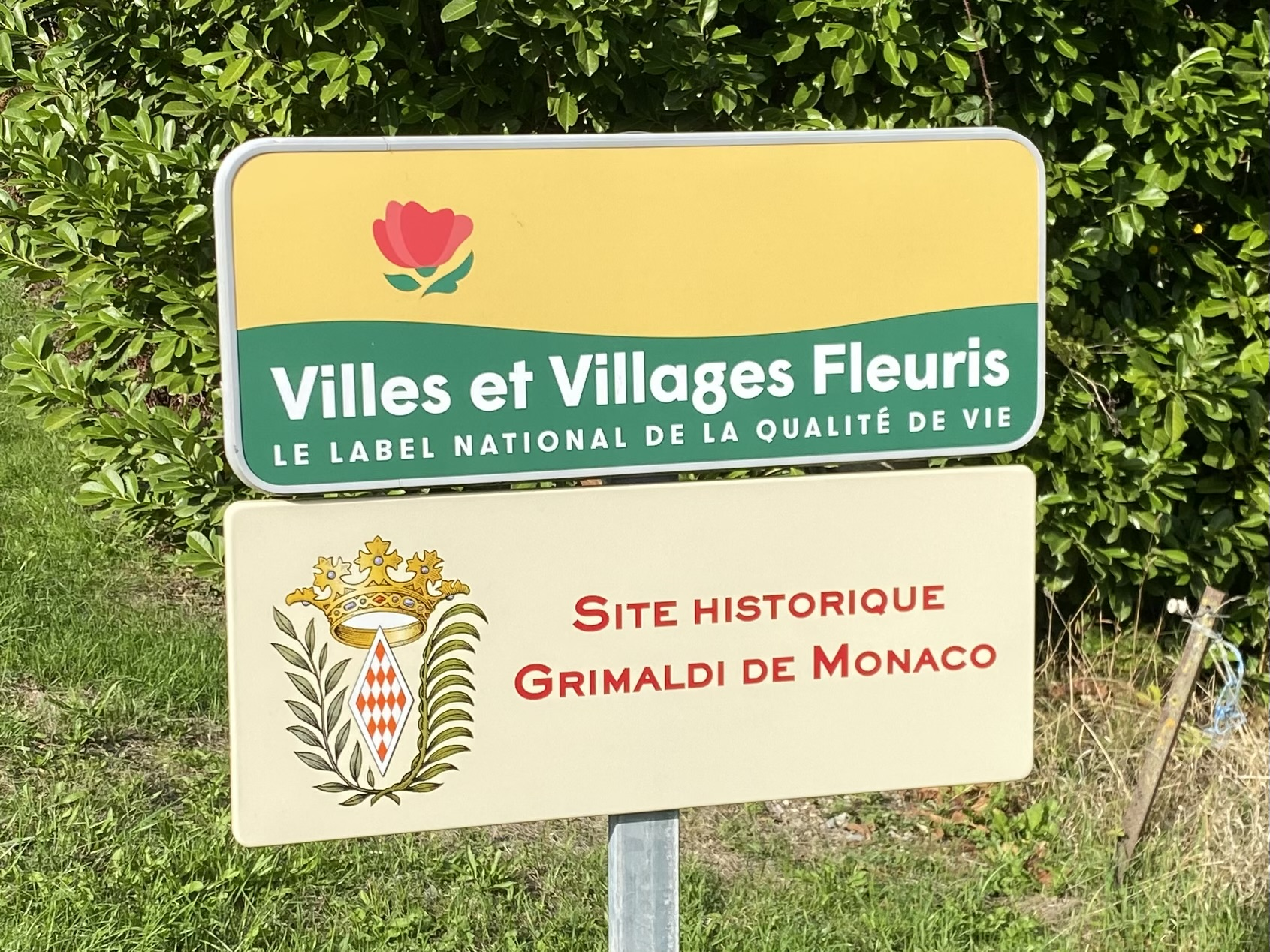
Entrée du village

En 1876, un héritier des seigneurs des lieux, le père Isidore Fressancourt, entreprend les fouilles des vestiges et édifie, au centre du mont, une motte avec tous les déblais pour y élever une chapelle de style byzantin rappelant avec son clocher et ses quatre tourelles à bulbes, l'abbaye Saint-Berthauld et le château des comtes. On peut encore voir cette chapelle, mais son clocher, réformé car il menaçait ruines, a perdu de son charme.
- Église Sainte-Croix de Chaumont-Porcien.
- Église Saint-Éloi d'Adon.
- Église Saint-Nicolas de Logny-lès-Chaumont.
- Chapelle Saint-Berthauld de Chaumont-Porcien.
- Chapelle Sainte-Olive de Chaumont-Porcien.

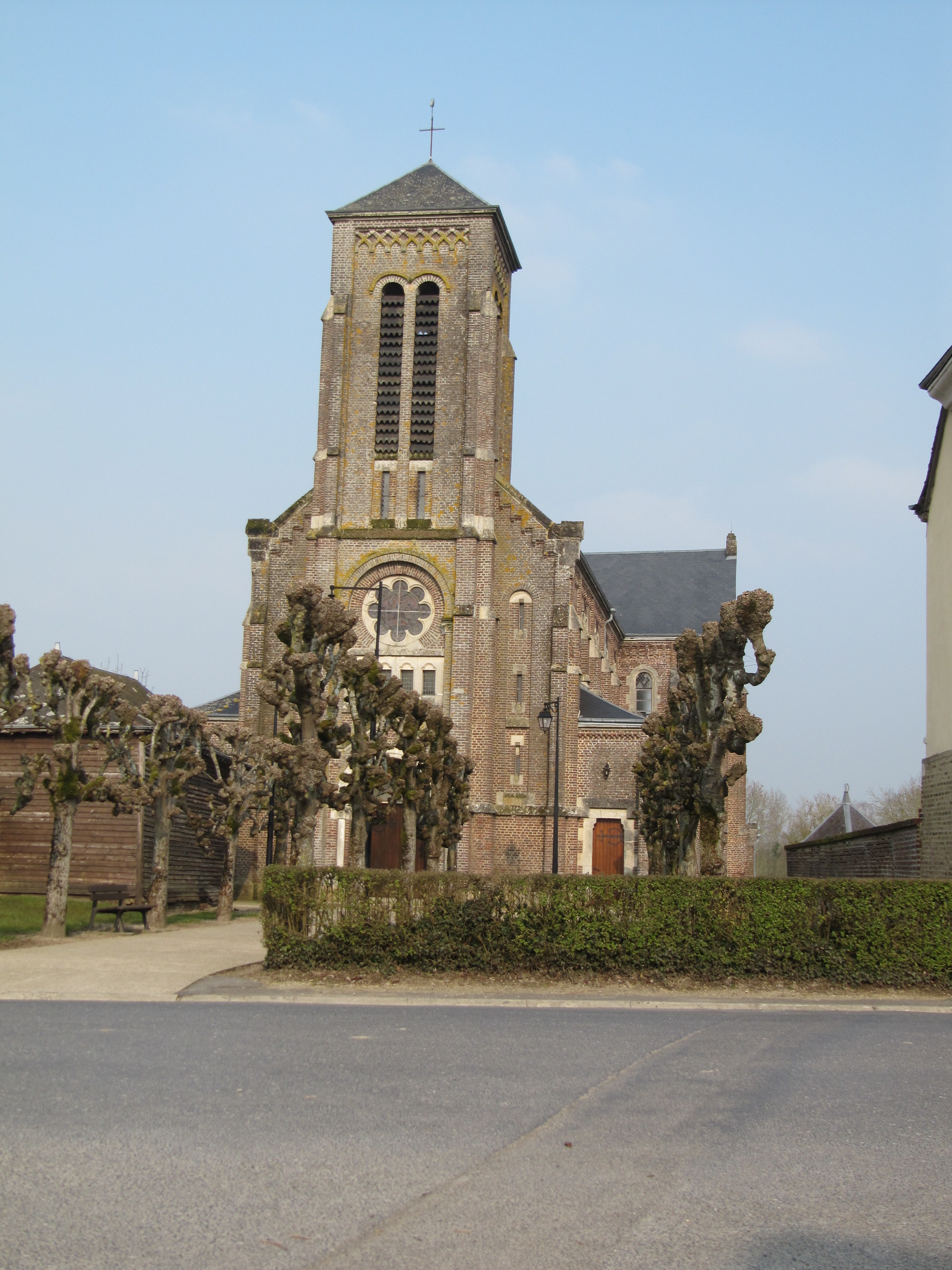
L'église de Chaumont-Porcien.
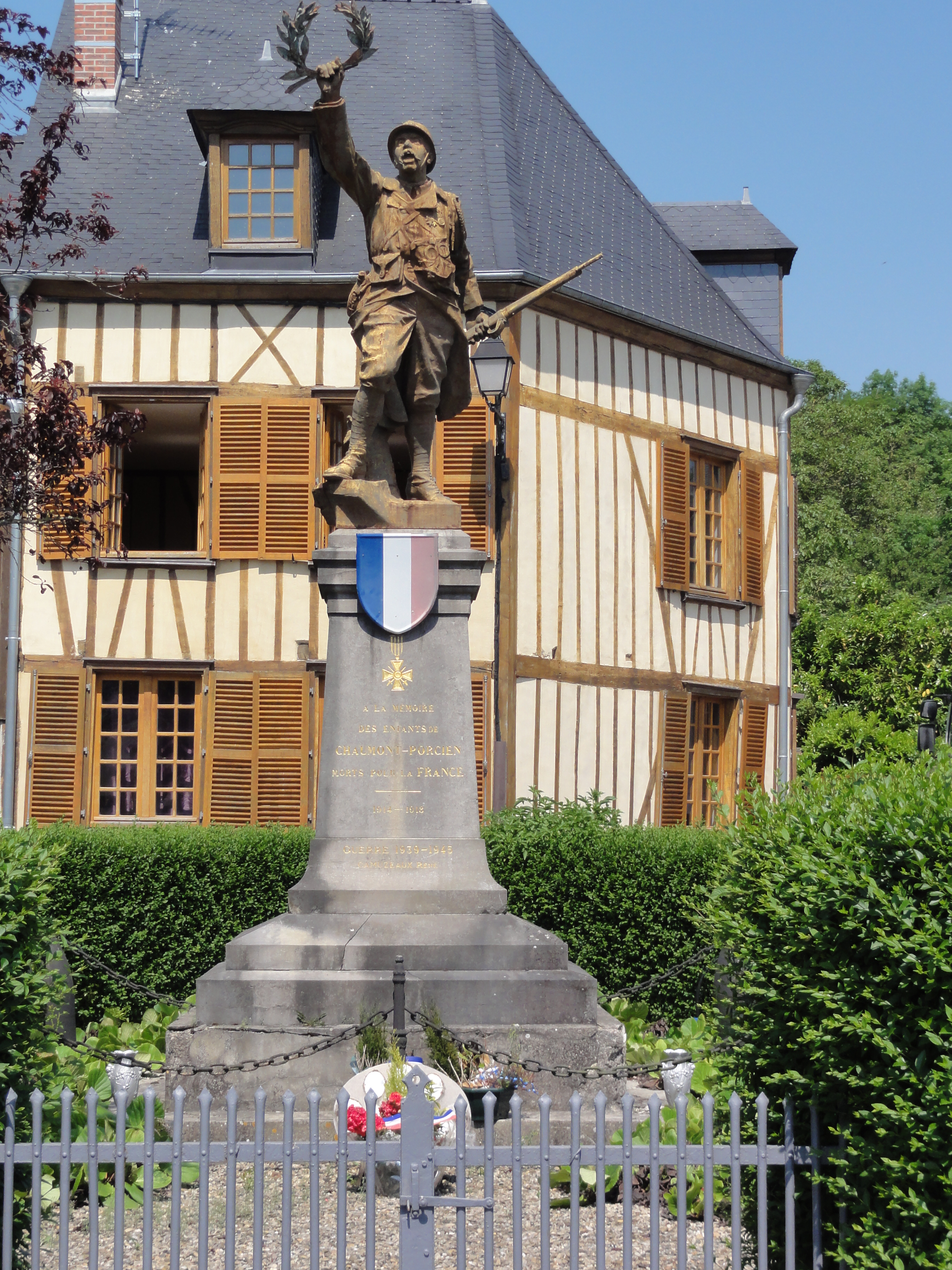
Monument aux morts.
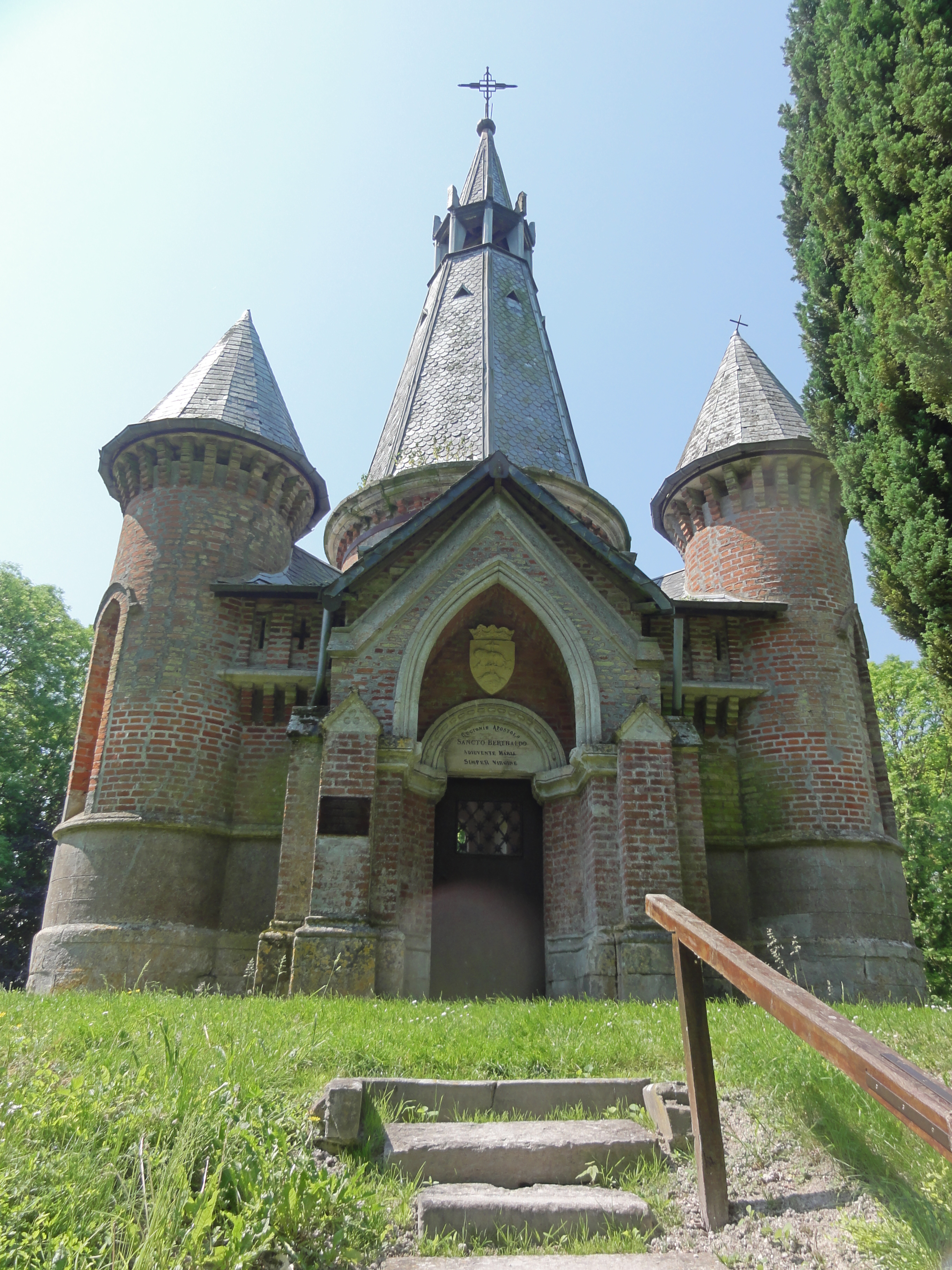
Entrée de la chapelle commémorative sur le mont Saint Bertauld.
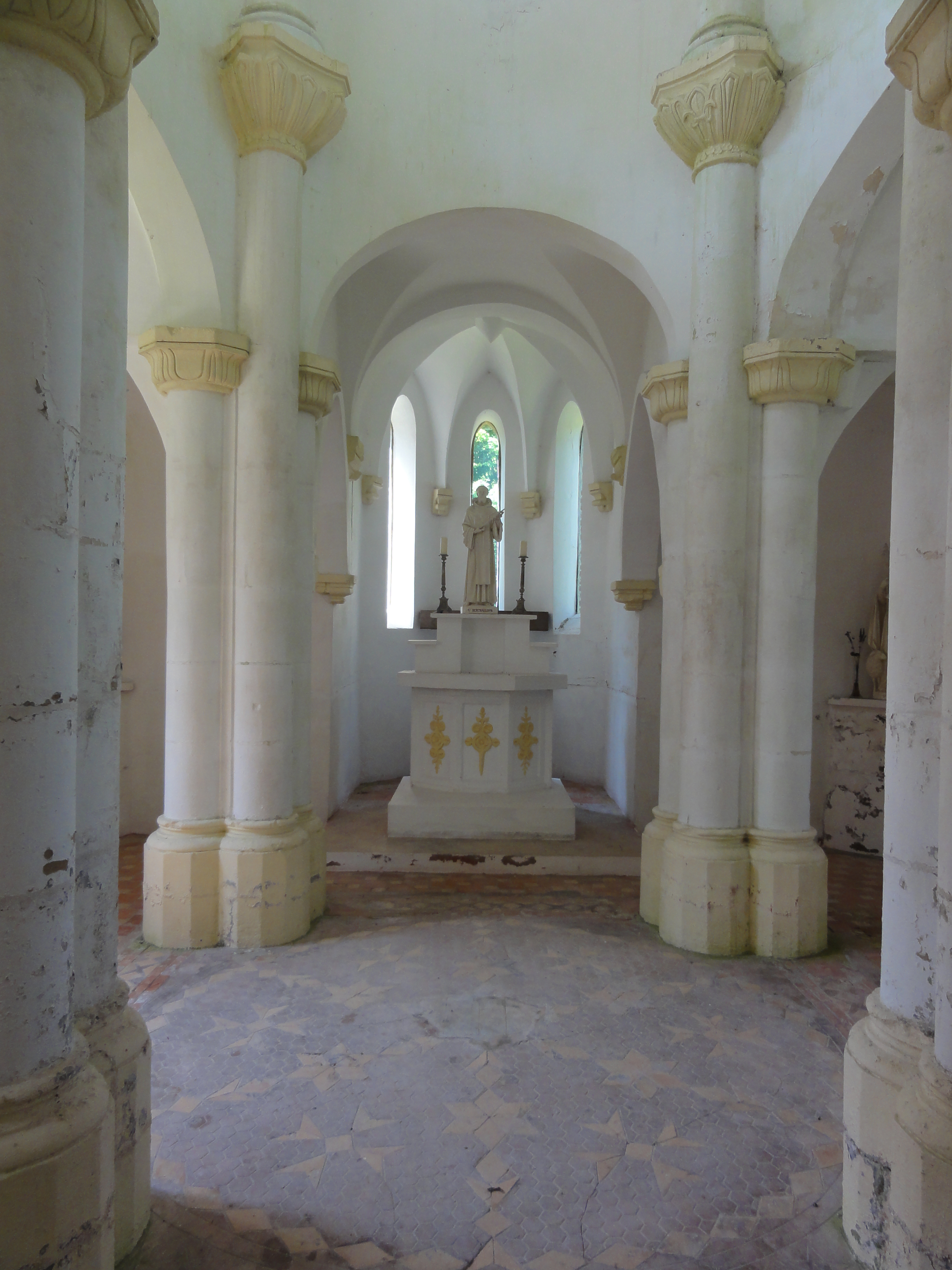
Intérieur de la chapelle commémorative sur le mont Saint Bertauld.
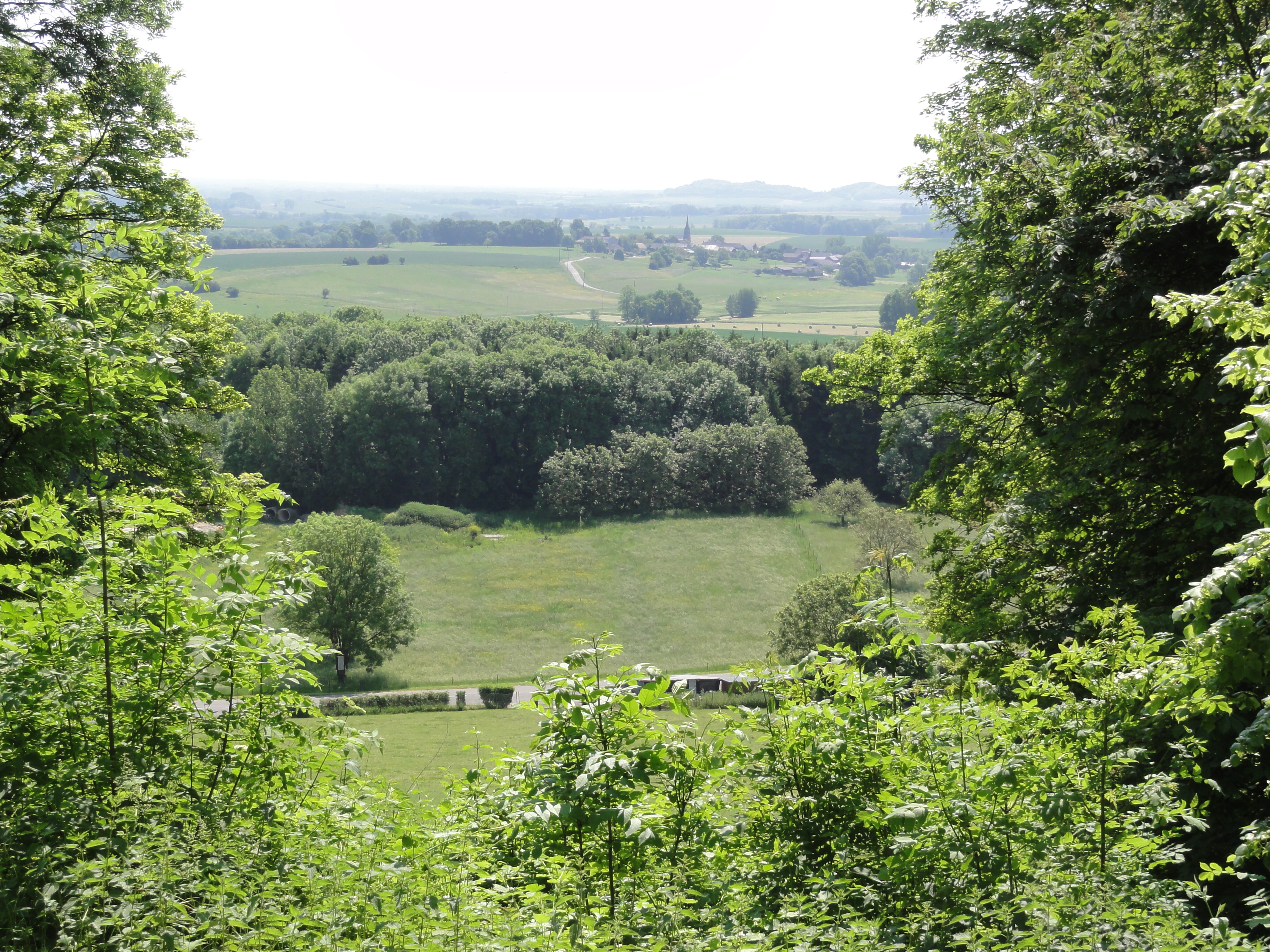
La vue depuis le Mont Saint Bertauld.
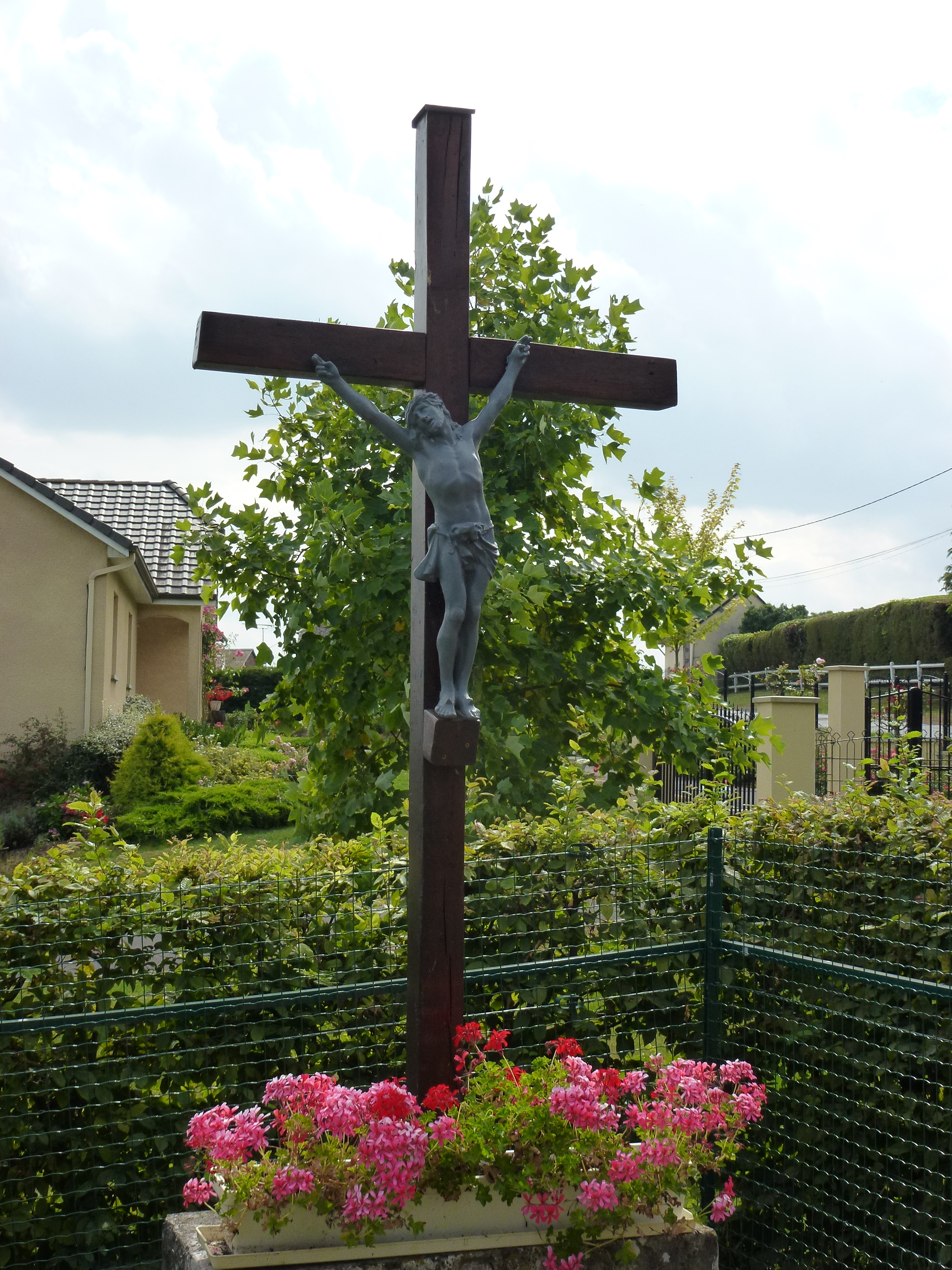
Une croix de chemin.
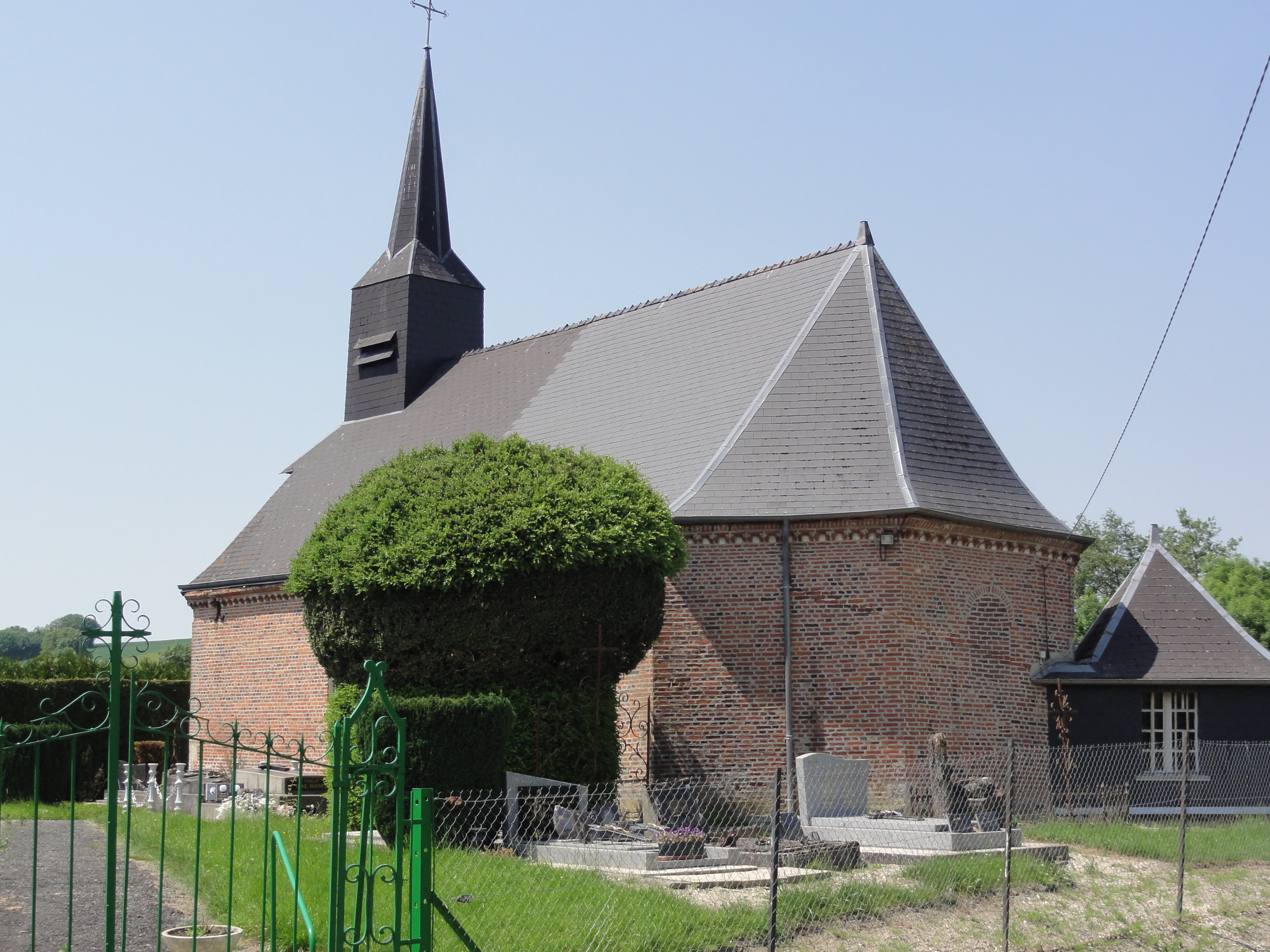
Église de Logny-lès-Chaumont.
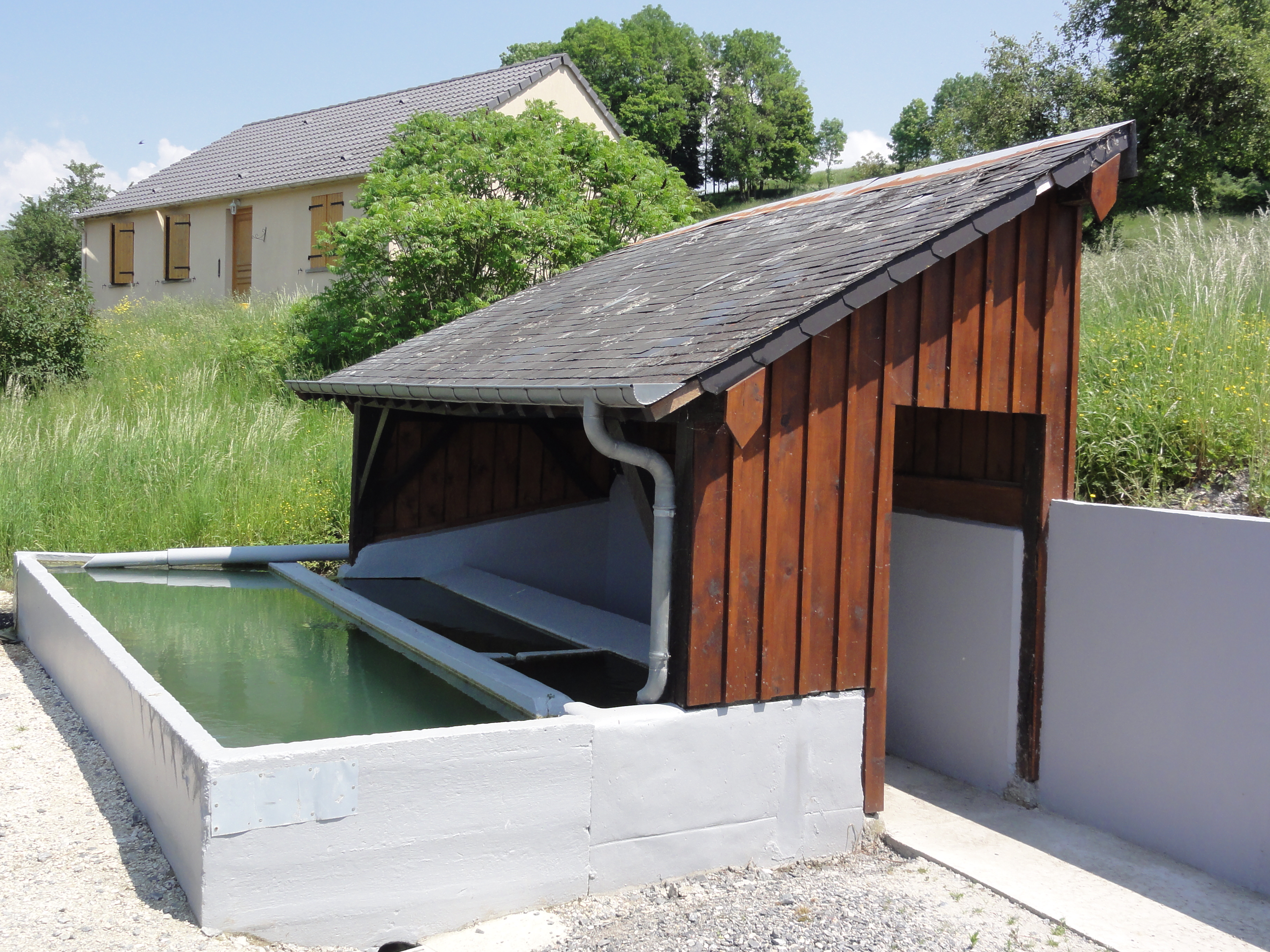
Lavoir à Logny-lès-Chaumont.

### Manifestations et festivités
Depuis la première fleur du Concours des villes et villages fleuris, la nouvelle association des fleurs organise un marché aux fleurs le 1er mai.
Le lundi de Pentecôte, un pèlerinage suivi d'une messe a lieu à la chapelle Sainte-Olive.
Le dimanche de la fête des pères, une messe est organisée à l'honneur de saint Berthauld à sa chapelle.
Le troisième dimanche de septembre, la foire du Porc & de la Pomme est organisée avec orchestre, spectacles, restauration, producteurs locaux...

### Personnalités liées à la commune
- François Courboin (1865-1926), graveur, bibliothécaire et historien de l'estampe, né dans la commune.

### Héraldique
| Blason de Chaumont-Porcien | Blason  | D'azur à la croisette surmontée d'un croissant, accosté de deux fleurs de lis et soutenue d'un lion, le tout d'argent. |
| Blason de Chaumont-Porcien | Détails | |